# Cahuzac-sur-Adour
Cahuzac-sur-Adour (gaskognisch: Caüsac d’Ador) ist eine französische Gemeinde mit 198 Einwohnern (Stand 1. Januar 2022) im Département Gers in der Region Okzitanien; sie gehört zum Arrondissement Mirande.

## Geografie
Cahuzac-sur-Adour liegt rund 21 Kilometer südöstlich der Kleinstadt Aire-sur-l’Adour im Westen des Départements Gers. Die wichtigsten Gewässer sind der Fluss Adour, sein Seitenkanal Canal d’Alaric, der Bach Boscassé sowie zahlreiche Staubecken und Teiche. Wichtigste überregionale Verkehrsverbindung ist die wenige Kilometer westlich der Gemeinde verlaufende Autoroute A65 (Teil der Europastraße 7). Cahuzac-sur-Adour ist eine Bushaltestelle (Buslinie 940 Mont-de-Marsan – Aire-sur-l’Adour – Tarbes). 
Umgeben wird Cahuzac-sur-Adour von den Nachbargemeinden Izotges im Nordosten, Tasque im Osten, Goux im Süden, Cannet im Südwesten sowie Riscle im Westen und Nordwesten.

## Geschichte
Die Gemeinde lag in der Gascogne und gehörte dort zur Region Rivière-Basse. Von 1793 bis 1801 gehörte Cahuzac-sur-Adour zum Distrikt Nogaro und zum Wahlkreis Riscle. Von 1801 bis 2015 war sie dem Wahlkreis (Kanton) Plaisance zugeteilt.

## Bevölkerungsentwicklung
| Jahr                       | 1962 | 1968 | 1975 | 1982 | 1990 | 1999 | 2006 | 2012 | 2020 |
| Einwohner                  | 193  | 183  | 180  | 165  | 145  | 171  | 248  | 237  | 207  |
| Quellen: Cassini und INSEE |      |      |      |      |      |      |      |      |      |

## Sehenswürdigkeiten
- Schloss aus dem 15. Jahrhundert (im 18. Jahrhundert umgebaut)
- Kirche Sainte-Madeleine
- mehrere Kreuze und Wegkreuze

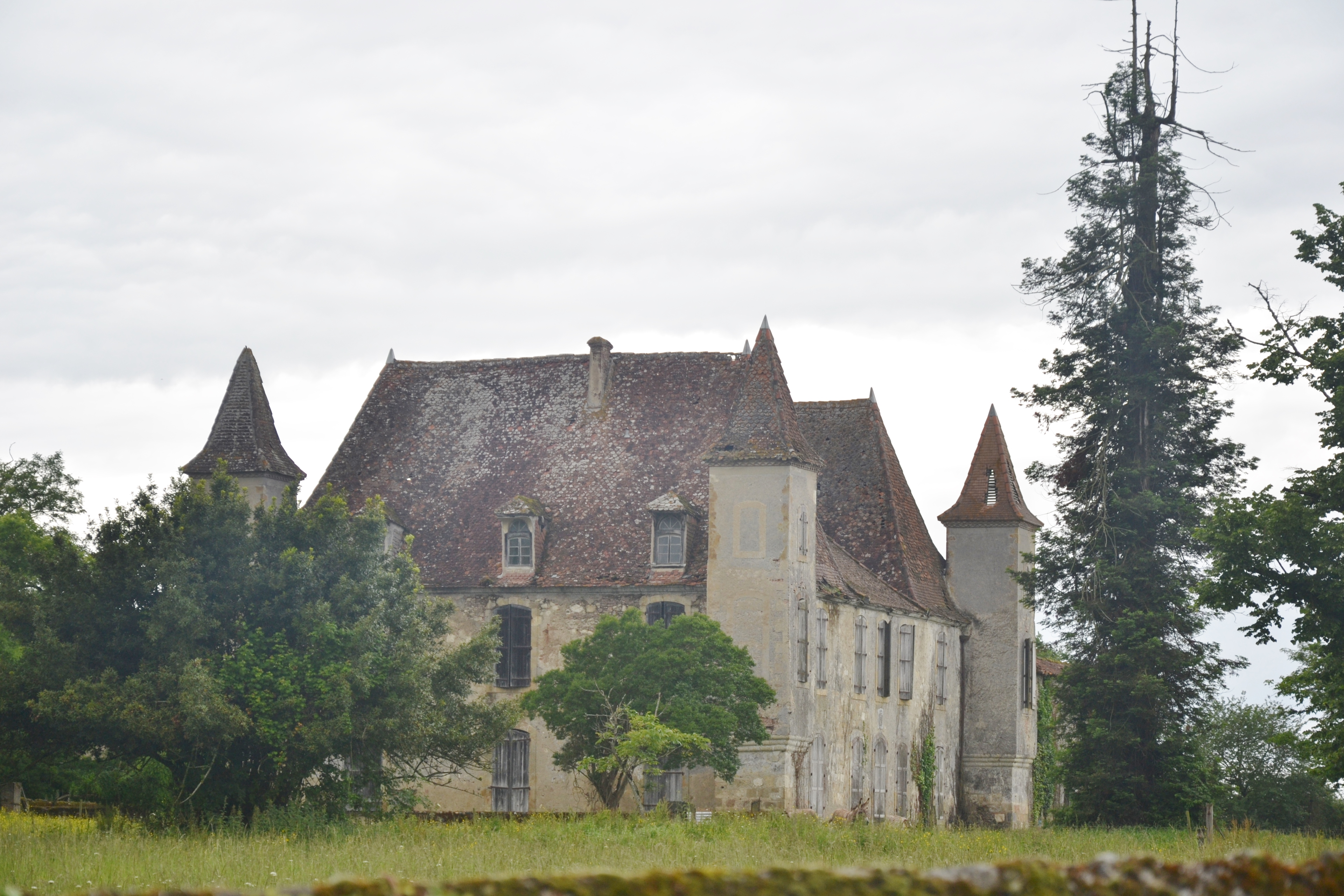
Schloss
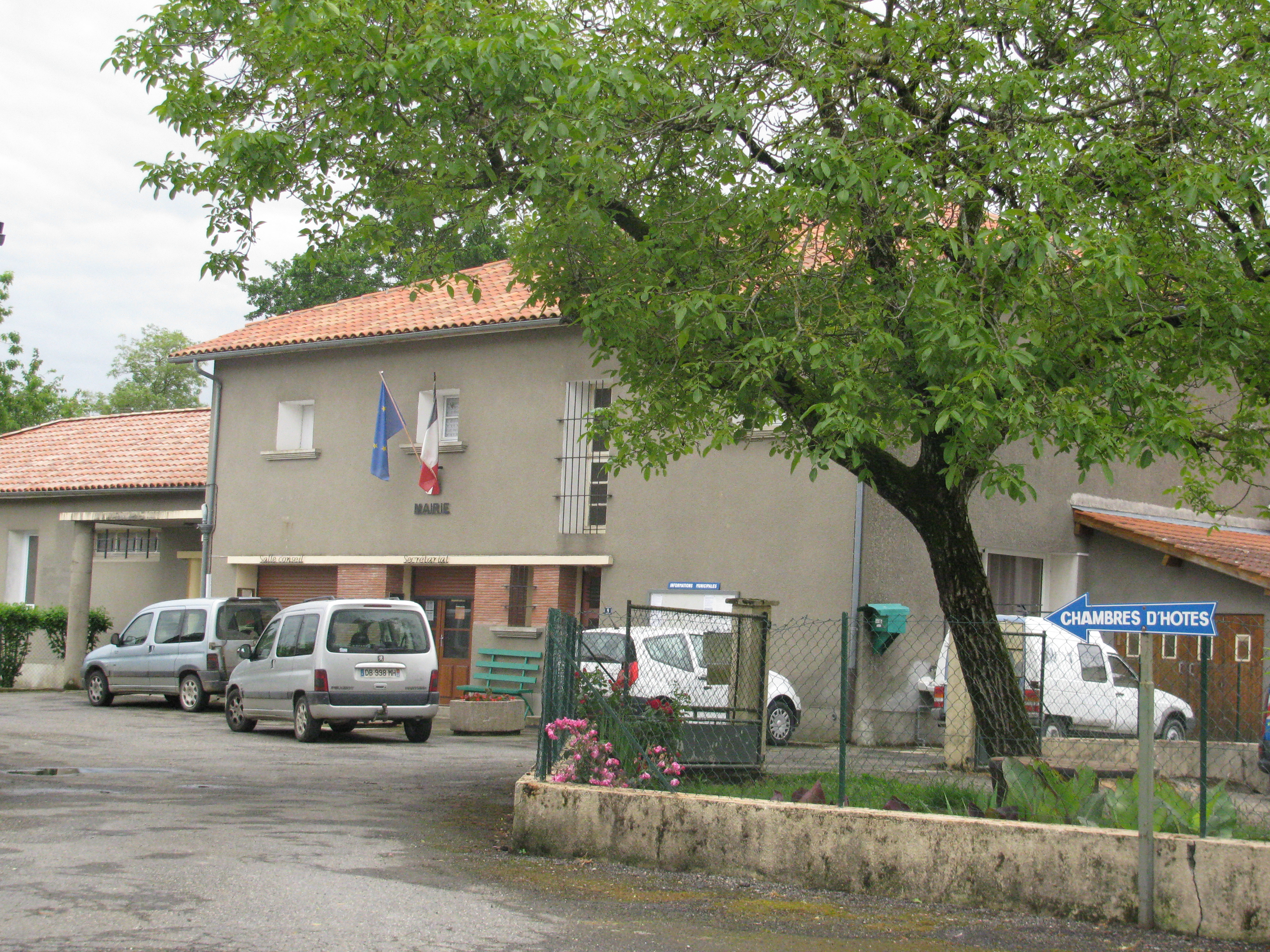
Mairie (Rathaus)
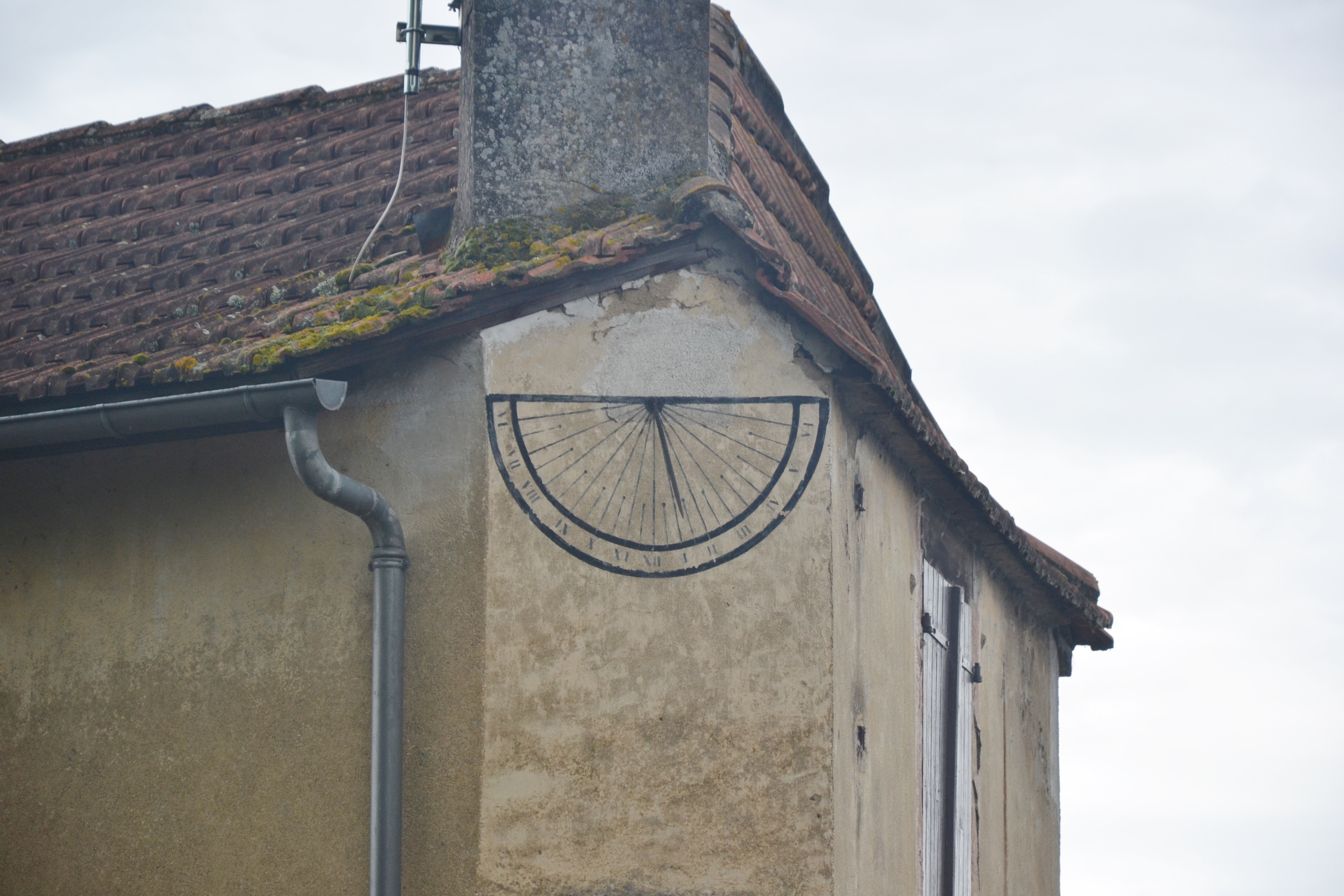
Sonnenuhr
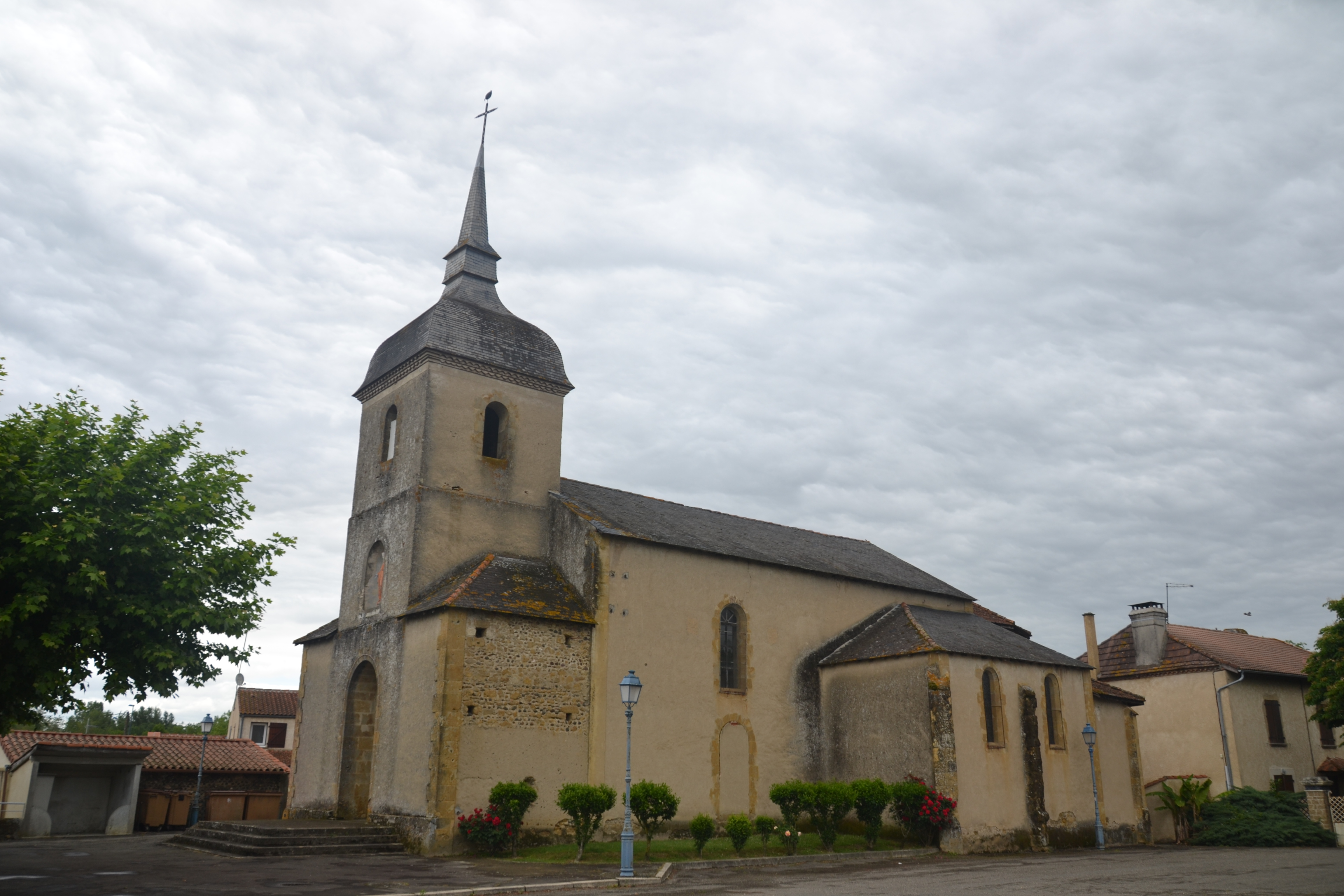
Kirche Sainte-Madeleine
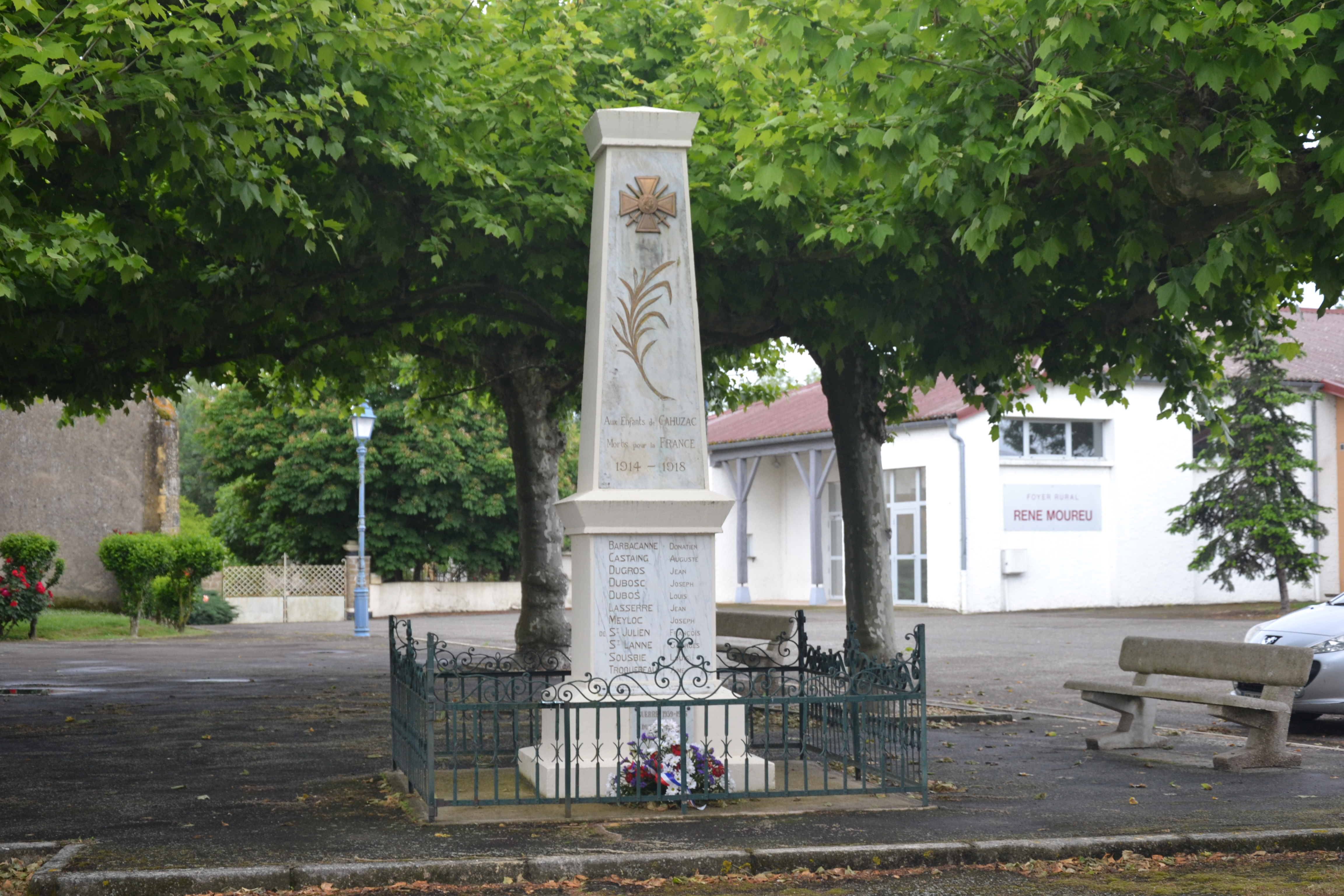
Denkmal für die Gefallenen